# Partit Comunista de Benín
El Partit Comunista de Benin (en Francès: Parti Communiste du Bénin) és un partit polític de Benín. El PCB va ser fundat el 1977 per la Unió de Comunistes de Dahomey. El partit es va anomenar inicialment Partit Comunista de Dahomey (Parti Communiste du Dahomey).
El primer secretari del partit és Pascal Fantodji. El PCB publica La Flamme. El PCB va ser un partit il·legal, treballant de forma clandestinitat contra el règim de Kerekou, i tot just es va reconèixer legalment al 17 de setembre del 1993. El PCB està associat amb la Conferència Internacional de Partits i Organitzacions Marxista-Leninistes (Unitat i Lluita).
A les eleccions legislatives del 1995, el PCB va obtenir un diputat electe. A les eleccions presidencials del 1996, el candidat del PCB Pascal Fantodji va obtenir 17.977 vots (1,08%).
El 1998 Magloire Yansunnu va ser expulsat. El 1999 Yansunnu va formar el Partit Comunista Marxista-Leninista de Benín.